# Tristane Banon
Tristane Banon (Neuilly-sur-Seine, 13 juni 1979) is een Frans journaliste en schrijfster.
Banon is de dochter van de Franse politica Anne Mansouret. Ze haalde een diploma aan de École Supérieure de Journalisme de Paris en werkte vervolgens voor televisie als journaliste, en later voor het weekblad Paris Match en voor de krant Le Figaro.

Haar eerste boek was Erreurs avouées… (au masculin) (2003), over de grootste fouten die politici maken. Ze schrijft regelmatig voor de nieuwssite Atlantico. 

## Strauss-Kahn
Op 5 februari 2007 verklaarde Banon tijdens een talkshow op televisie dat ze in februari 2003 seksueel was lastiggevallen door Dominique Strauss-Kahn toen ze hem een interview afnam. Tijdens de uitzending werd de naam van Strauss-Kahn "weggepiept", maar later zou deze toch bekend raken. Haar moeder verklaarde later dat ze haar dochter destijds had geadviseerd de zaak buiten de media te houden.
Nadat Strauss-Kahn in mei 2011 ernstig in opspraak was geraakt omdat hij in een New Yorks hotel een kamermeisje zou hebben verkracht, deed Banon op 5 juli 2011 alsnog aangifte tegen hem. Ditmaal kreeg ze wel de steun van haar moeder, die meende dat de aanklacht "de enige manier is om deze zaak af te sluiten". In 2020 werkte Banon mee aan de documentaire serie van Netflix Room 2806 The Accusation waarin aan de hand van interviews en bronnenmateriaal de seksaffaires rond Strauss-Kahn worden gereconstrueerd.